# IGIRIEN
IGIRIEN war eine österreichische Planungs- bzw. Ateliergemeinschaft, die 1974 von der Architektin Elsa Prochazka und den Architekten Werner Appelt sowie Franz E. Kneissl gegründet wurde und sich Mitte der 1980er Jahre wieder auflöste.

## Mitglieder
- Elsa Prochazka (* 25. August 1948 in Wien)
- Franz E. Kneissl (* 9. Februar 1945 in Judenburg, Stmk.; † 29. September 2011 in Krumpendorf, Kärnten): Ende der 1990er Jahr zog sich Kneissl als Architekt zurück und widmete sich vermehrt dem Schreiben. 2001 veröffentlichte er den Roman „Eine Ratte namens Apfel“, unter anderem eine Abrechnung mit dem lähmenden Bürokratismus des Bauwesens, und 2006 den Erzählband „Taxi zum Parkplatz“.[3]
- Werner Appelt (* 8. August 1937 in Wien)

Ein freischaffender Architekt, der an der Akademie der bildenden Künste Wien unter Clemens Holzmeister Architektur studierte.

## Bauten
An Bauten realisierten sie:

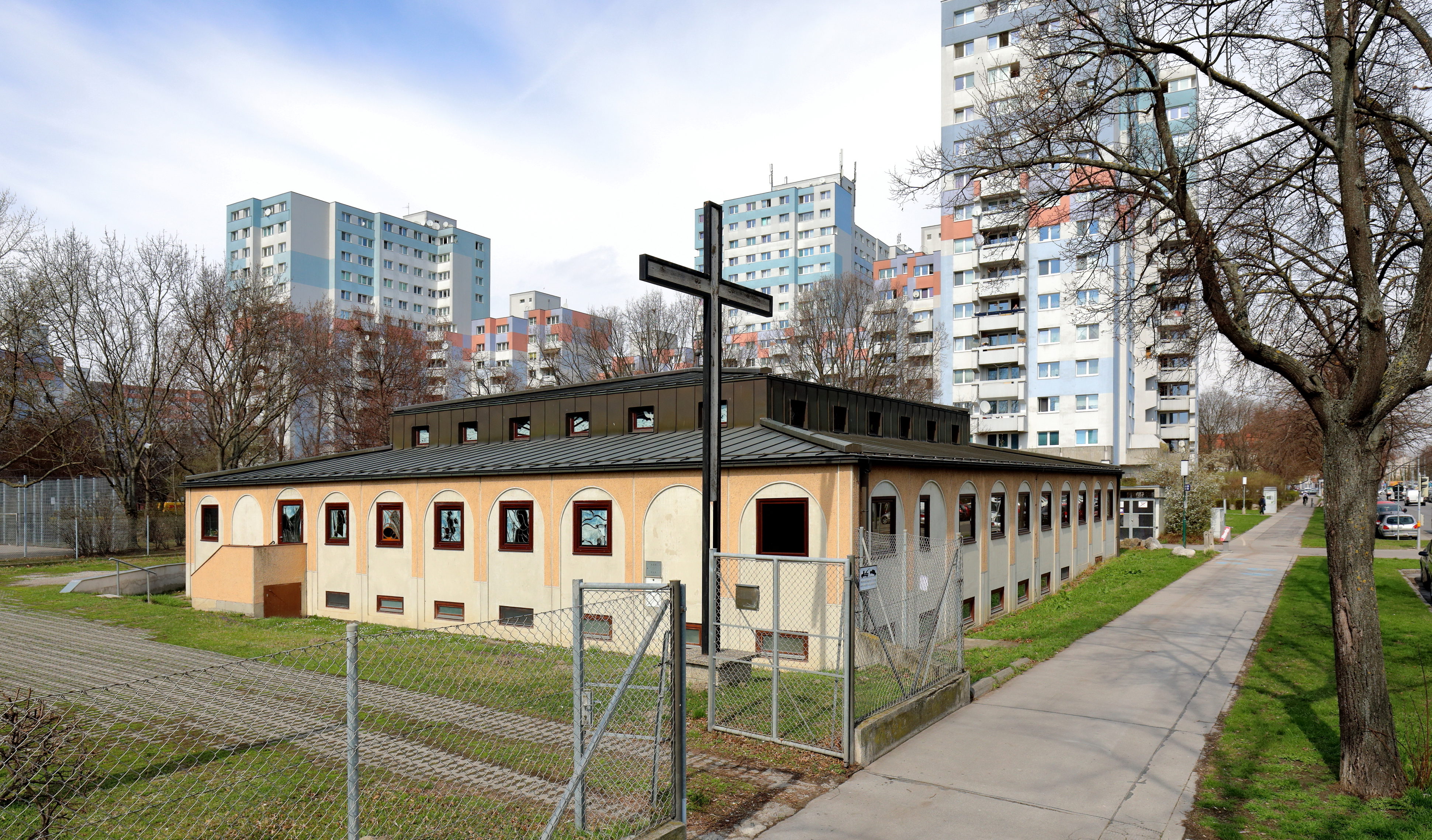
Kirchliche Mehrzweckhalle Wien-Jedlersdorferstraße

- Kirchliche Mehrzweckhalle Wien-Rennweg (1977)
- Volkshochschule Margareten, Wien (1978)
- Umbau des Kreditvereinsgebäude Mödling (1979)
- Kirchliche Mehrzweckhalle Wien-Jedlersdorferstraße (1979–80)[5]
- Wohnhäuser Rennbahnweg, Wien (1980)
- Kirchliche Mehrzweckhalle Wien-Quadenstraße (1980–81)
- Umbau Stadtkino am Wiener Schwarzenbergplatz (1981)
- Umbau Postamt und Gemeindeamt Perchtoldsdorf (1983–85)
- Umbau der Buchhandlung Bibelwerk, Wien (1984)